# 東郷晶子
AKIKO TOGO（アキコトーゴー、東郷晶子、とうごう あきこ、1981年11月11日 - ）は、日本の歌手、シンガーソングライター、鹿児島県、喜界島出身。

## 概要
鹿児島県喜界島出身、在住のソウル、ポップスの歌手、シンガーソングライターである。
三味線で歌う奄美シマ唄が盛んな土地柄であるが、4歳から近所の喜界教会でピアノや賛美歌を習い始めた。高校時代に出会ったエラ・フィッツジェラルドの歌や大学時代に山口市内のジャズ喫茶で出会ったダニー・ハサウェイ、アース・ウィンド・アンド・ファイアーの歌など、ソウルフルな歌に影響を受けて、歌を始め、地元のジャズメンとの交流を広げる。
神戸市に拠点を移してからは、ライブハウスや音楽イベントでのライブ活動を本格化し、激しいシャウトと、ソウルフルで表現力豊かな歌声で高い評価を受けた。また、笑い声が絶えない独特のトークも、聞く者を一度で引きつける不思議な魅力を持っている。
2013年には、歌い続けてきた自作曲を中心にしたファーストアルバム『Home Sweet Home 〜ただいま〜』をリリースし、関東地方、関西地方、九州地方など、日本各地での活動も活発化。
2016年より東京に拠点を移し活動中。